# Athena Manukján
Athena Manukjan (Athén, 1994. május 22. – ) örmény-görög énekesnő, dalszövegíró. Ő képviselte volna Örményországot a 2020-as Eurovíziós Dalfesztiválon Rotterdamban, a Chains on You című dalával.

## Pályafutása
2007-ben lépett először színpadra, ahol egy görög televízióban énekelte el a This Is What's Missing című dalt. Egy évvel később részt vett a görög Junior Eurovíziós nemzeti döntőben To Fili Tis Aphroditis című dalával, amellyel hetedik helyezett lett.
2011-ben jelent meg első önálló dala Party Like a Freak címmel, amely Görögországban az egyik legfelkapottabb dal lett abban az évben. 2018-ban jelentkezett a brit X-Faktor tizenötödik évadába.
2020-ban az Örmény Közszolgálati Televízió, az ARPTV bejelentette, hogy az énekesnő is az egyik résztvevője az Depi Evrateszil örmény eurovíziós nemzeti döntőnek. Chains on You című versenydalával a február 15-én rendezett döntőt a nemzeti-, nemzetközi zsűri és a közönség szavazatai alapján megnyerte, így ő képviselhette volna hazáját az Eurovíziós Dalfesztiválon, azonban március 18-án az Európai Műsorsugárzók Uniója bejelentette, hogy 2020-ban nem tudják megrendezni a versenyt a COVID–19-koronavírus-világjárvány miatt.
2025-ben az AMPTV bejelentette, hogy az énekesnő visszatér a Depi Evrateszil mezőnyébe, DaQueenation“ című versenydalával. Versenydalának szövegében (diamonds shining on me and I'm back to slay) visszautal korábbi meghiúsult részvételére.

## Diszkográfia

### Kislemezek
- I Surrender (2012)
- Na Les Pos M'Agapas (2012)
- XO (2014)
- Chains on You (2020)
- Dolla (2020)
- You Should Know (2021)
- OMG (2021)
- Kiss Me In The Rain (2022)
- Loca" (With Limitless (2022)
- Bom Bom (2022)
- Gone (2023)
- Tet A Tet (2023)
- Belas (2024)
- Enstikto (2024)
- DaQueenation (2025)

#### Más előadókkal
- Party Like A Freak (DJ Kas, 2011)